# Phan Rang-Tháp Chàm
Phan Rang-Tháp Chàm is een stad in Vietnam en is de hoofdplaats van de provincie Ninh Thuận. Phan Rang-Tháp Chàm telt naar schatting 200.104 inwoners (2023).
Tijdens de Vietnamoorlog was bij Phan Rang een Amerikaanse luchtmachtbasis gevestigd, nu in gebruik bij de Vietnamese luchtmacht. Het vliegveld is in de Tweede Wereldoorlog aangelegd door de Japanse bezetter.

## Geschiedenis
Het huidige Phan Rang stond vroeger bekend als Panduranga, een vorstendom van het koninkrijk Champa.

## Geografie
De stad Phan Rang-Tháp Chàm ligt in het centrum van de provincie Ninh Thuận, 1.380 km ten zuiden van Hanoi, 330 km ten noordoosten van Ho Chi Minhstad en 95 km ten zuiden van Nha Trang.

### Klimaat
Gelegen in het meest zuidelijke deel van de South Central Coast regio, heeft Phan Rang een tropisch savanneklimaat (As). De gemiddelde jaartemperatuur varieert van 27 tot 28 graden Celsius, de gemiddelde regenval varieert van 700 tot 800 mm en de luchtvochtigheid is ongeveer 70-75%.

## Cultuur

### Cham
Phan Rang-Tháp Chàm stad is een centrum geworden voor het behoud van de Cham cultuur. Een groot deel van het district wordt bewoond door Cham mensen waar ze rijstvelden, boomgaarden met druiven en perziken, kuddes geiten en Brahman vee hebben. Hun torens (de 'Thap') zijn prachtige gedenktekens voor hun koningen en koninginnen. Er zijn verschillende Cham locaties met vervallen torens langs de centrale kust van Vietnam en belangrijke locaties in Mỹ Sơn en Nha Trang.

## Geboren
- Chi Moui Lo, acteur, filmregisseur, filmproducent en scenarioschrijver